# InfraRecorder
InfraRecorder é um programa gravador de CD e DVD código-aberto para Microsoft Windows. Iniciado por Christian Kindahl no Google Summer of Code 2006, InfraRecorder usa a biblioteca de software cdrtools para performar a gravação de fato.
Desde a versão 0.46, InfraRecorder está sob os termos da licença GNU 3 e é um software livre. Em novembro de 2007, a CNET classificou InfraRecorder como a melhor alternativa para softwares comerciais de gravação de software.

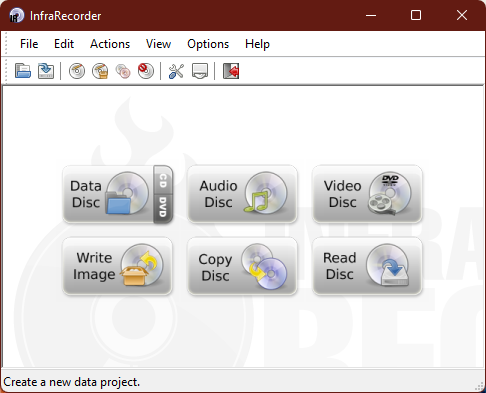
Captura de tela.